# Mashu Sulcus
Il Mashu Sulcus è una struttura geologica della superficie di Ganimede.